# Charops obtusus
Charops obtusus är en stekelart som beskrevs av Morley 1913. Charops obtusus ingår i släktet Charops och familjen brokparasitsteklar. Utöver nominatformen finns också underarten C. o. malayanus.